# Tríptico de Jan Floreins

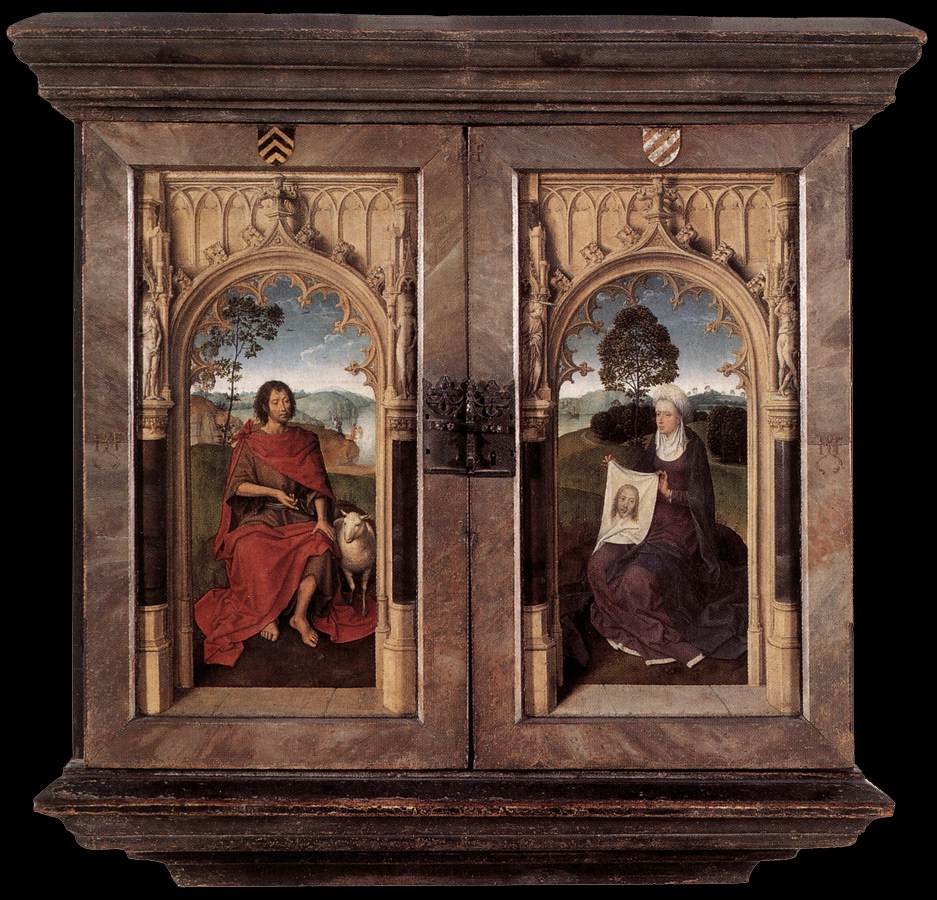
El tríptico cerrado.

El Tríptico de Jan Floreins  es una obra del pintor primitivo flamenco Hans Memling realizada en 1479 para el hermano Jan Floreins y conservada en el hospital de San Juan de Brujas, en Bélgica.

## Historia
La inscripción en el marco todavía el original cuenta la historia de la obra: DIT WERCK DEDE MAKEN BROEDER JAN FLOREINS ALIAS VANDER RIJST. BROEDER PROFESS VANDE HOSPITALE VAN SINT JANS EN BRUGGHE. AÑO MCCCCLXXIX - OPUS JOHANNIS MEMLING. Jan Floreins (1443-1504/05) descendiente de una noble familia, entró en la comunidad monástica del Hospital de San Juan en 1472. De 1488 a 1497 fue el maestro allí, la más alta función administrativa. 
El altar que Floreins encargó a Memling en 1479 probablemente tenía un lugar en la capilla del hospital. Algunos santos de la pintura tienen un claro enlace con el Hospital. Tanto los Tres Reyes como la Verónica eran invocados contra una muerte súbita sin los últimos sacramentos.

## Descripción
En el tríptico, Memling pintó de izquierda a derecha la Natividad, la Adoración de los Reyes Magos y la Presentación en el Templo. El nacimiento y la adoración tienen lugar en el mismo establo en forma de edificio románico medio en ruinas, pintado con un ángulo diferente, ambientación tomada de Rogier van der Weyden (véase retablo Bladelin). El donante del tríptico ocupa un sitio modesto a la izquierda en el panel central, rezando arrodillado detrás de un murete con un libro ante sí. Probablemente lee el pasaje de la Biblia sobre la adoración de los Reyes Magos y la escena ocurre como una especie de visión ante sus ojos. La edad de Floreins (36 años) puede ser leída inscrita sobre el muro a la derecha de su cabeza. La función y la identidad de los tres espectadores (detrás del donante, detrás del rey negro y en la ventana) son desconocidas.
En el establo no faltan el buey y el asno, al fondo. La cuerda atada alrededor de los cuernos del buey puede ser una referencia a la Ley a la cual está atado el judaísmo. Detrás de José, desde la abertura en la puerta del establo, se percibe la calle de una ciudad flamenca contemporánea con algunos caballeros del séquito de los Magos, uno de los cuales monta sobre un camello. El pintor añadió un ligero trampantojo: el borde del manto del rey arrodillado que besa los pies del Niño, cae ligeramente sobre el marco
Cuando el tríptico está cerrado, el espectador ve dos santos sentados bajo bellos arcos góticos, en el panel izquierdo Juan el Bautista con el cordero y Santa Verónica en el derecho con el paño con el rostro de Cristo. El amplio río en el profundo paisaje del fondo común representa el Jordán, con el bautismo de Jesús detrás de Juan. Las imágenes simulando estatuillas en los arcos representan a Adán y Eva, a la izquierda en el Paraíso y a la derecha cuando el ángel los expulsa. El marco está pintado simulando ser de mármol gris veteado y arriba se encuentran los escudos familiares y las iniciales (JF) del donante. El tríptico de Jan Floreins muestra numerosas similitudes con el Tríptico de la Adoración de los Magos que Memling había pintado poco antes y hoy en el Museo del Prado. Ambas obras a su vez derivan del Tríptico de santa Columba de Rogier van der Weyden, en cuyo taller Memling había trabajado algún tiempo. Esto es evidente, por ejemplo, en la configuración del establo y en la posición dominante que María ocupa en el panel central. Memling se distingue de su maestro por una interpretación más dulce y modesta.

## Galería de imágenes

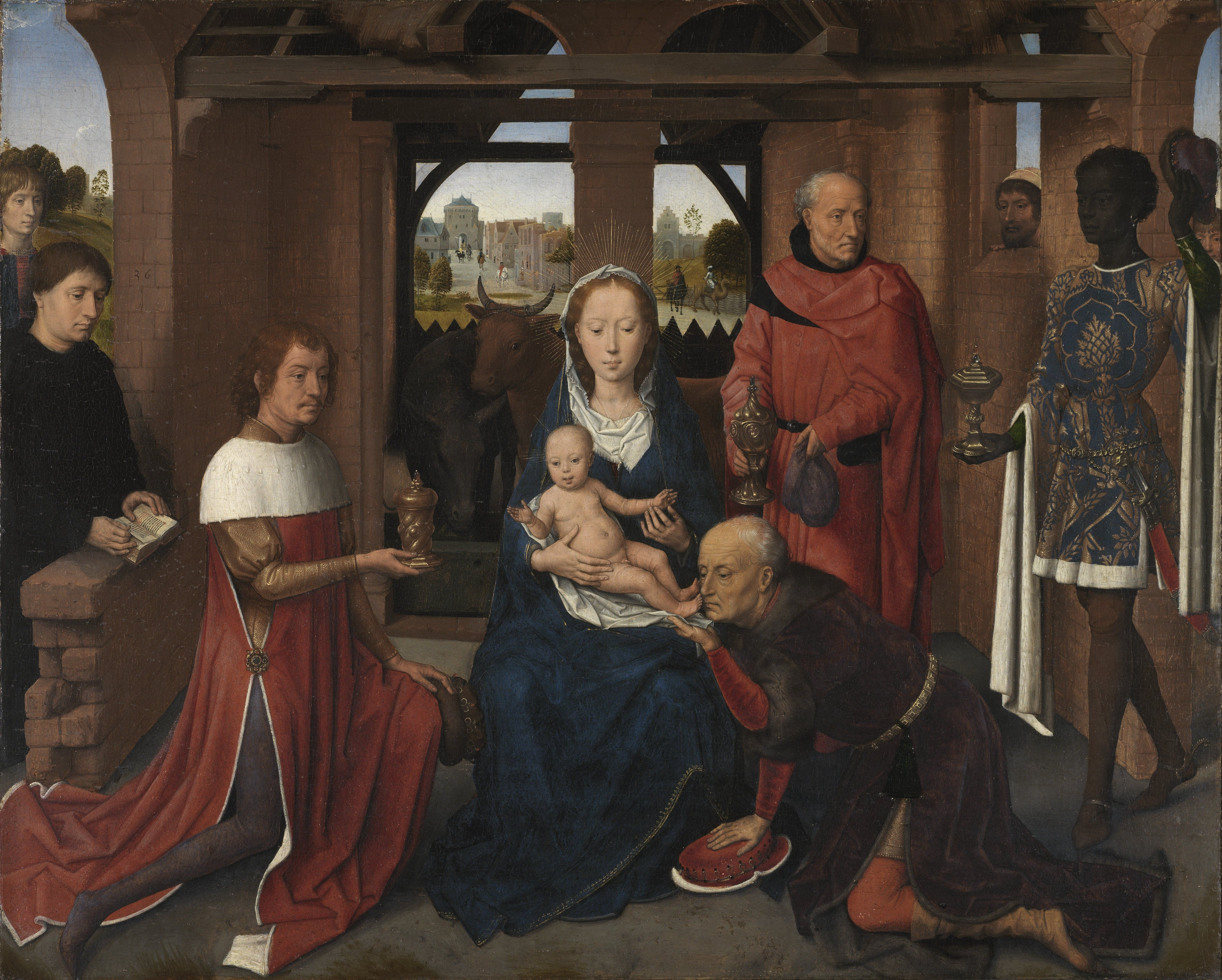
Hans Memling, panel central del Tríptico de Jan Floreins, Hospital de San Juan.
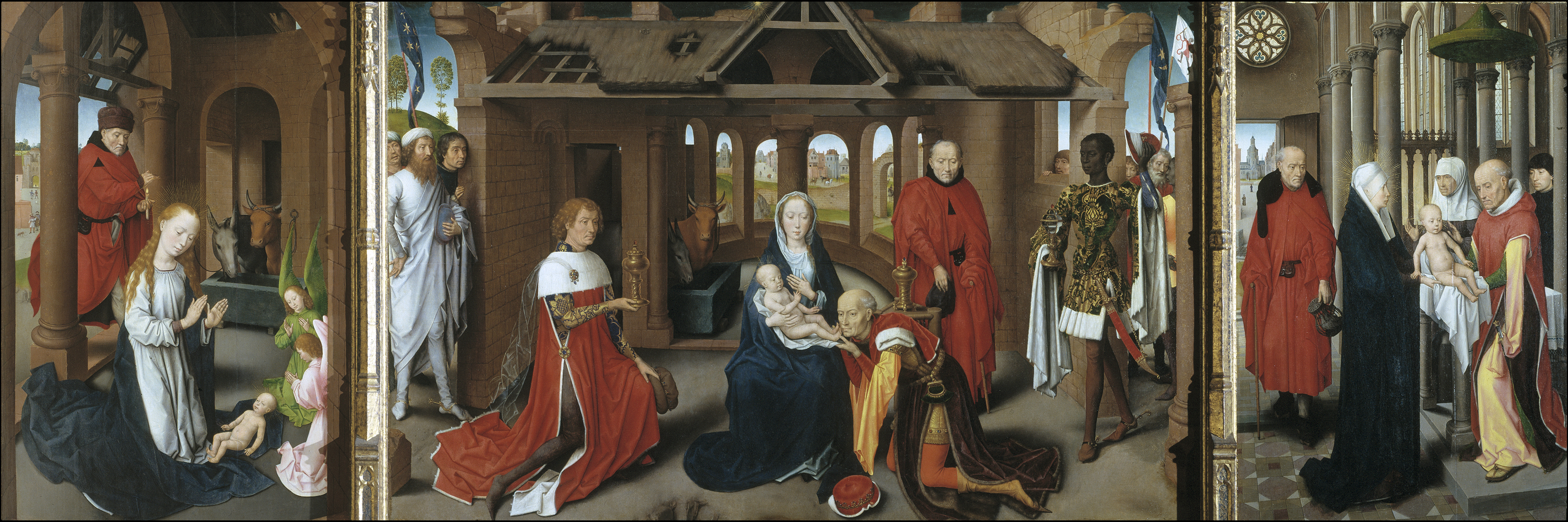
Hans Memling, Tríptico de la Adoración de los Magos, Museo del Prado.
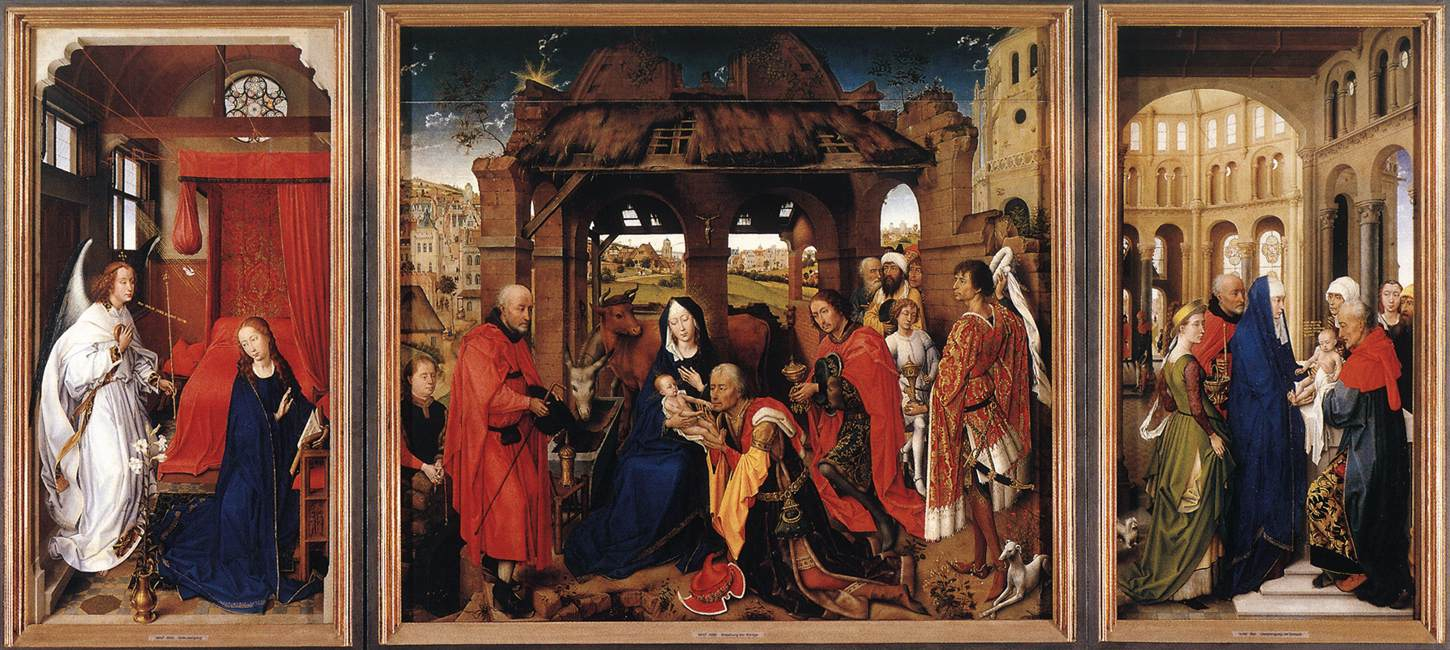
Rogier van der Weyden, Tríptico de santa Columba, Altas Pinakothek.